# Bhagawatipur (Sarlahi)
Pour les articles homonymes, voir Bhagawatipur.
Bhagawatipur (en népalais : भगवतीपुर) est un comité de développement villageois du Népal situé dans le district de Sarlahi. Au recensement de 2011, il comptait 4 322 habitants.